# باکسلی (ایندیانا)
باکسلی (به انگلیسی: Boxley) یک منطقهٔ مسکونی در ایالات متحده آمریکا است که در شهرستان همیلتون، ایندیانا واقع شده‌است. باکسلی ۲۸۰٫۱۱ متر بالاتر از سطح دریا واقع شده‌است.